# غلاديس نايت
غلاديس نايت (بالإنجليزية: Gladys Knight)‏ هي ملحنة ومغنية وموسيقية وممثلة أمريكية، ولدت في 28 مايو 1944 بأتلانتا في الولايات المتحدة. بدأت مشوارها المهني سنة 1952.

## أعمال

### أفلام
- (2003) جريمة قتل هوليوودية[14]
- (2013) رئيس الخدم

### مسلسلات
- جاغ

## وصلات خارجية
- غلاديس نايت على موقع IMDb (الإنجليزية)
- غلاديس نايت على موقع الموسوعة البريطانية (الإنجليزية)
- غلاديس نايت على موقع روتن توميتوز (الإنجليزية)
- غلاديس نايت على موقع ألو سيني (الفرنسية)
- غلاديس نايت على موقع ميوزك برينز (الإنجليزية)
- غلاديس نايت على موقع رولينغ ستون (الإنجليزية)
- غلاديس نايت على موقع أول موفي (الإنجليزية)
- غلاديس نايت على موقع قاعدة بيانات برودواي على الإنترنت (الإنجليزية)
- غلاديس نايت على موقع قاعدة بيانات الأفلام السويدية (السويدية)
- غلاديس نايت على موقع إن إن دي بي (الإنجليزية)